# Kostel Saint-Porchaire v Poitiers
Kostel Saint-Porchaire se nachází v centru města Poitiers. Dnes představuje syntézu několika stavebních epoch – krypta kostela pochází z konce 9. století, zvonice a vstup kostela pochází z 11. století a loď je z počátku 16. století.

## Historie

### Vznik kostela
Sv. Porchaire byl pohřben v malém kostele Saint-Sauveur, který stával v místě mezi dnešními ulicemi rue Gambetta, rue de la Marne a rue Saint-Porchaire. Na konci 9. století, pokladník kaple svatého Hilaria, Teodatus vystavěl novou svatyni zasvěcenou sv. Porchairovi. Ostatky sv. Porchaira byly uloženy do kamenného sarkofágu a přeneseny do krypty.
V roce 1951 byl sarkofág vytažen z krypty a umístěn do středu současného kněžiště. Na víku se nachází nápis "In hoc tumulo requiescit scs Porcharius" (V tomto hrobě leží sv. Porchaire).
Z tohoto karolinského období se zachovala krypta (v současné době nepřístupná) a západní zeď, která se opírá o zvonicí se vstupem.

### Románský kostel
V poslední třetině 11. století byla postavena zvonice se vstupem. Ty byly tvořeny přízemím s polokruhovou valenou klenbou a dvěma
navýšenými patry s jehlanovitou střechou. Hlavní vstup je vyzdoben zvířaty a na pravé straně je zobrazen prorok Daniel vržený do jámy lvové, a ochranná ruka Boží (Dan 6, 23).

### Kostel v období 16. století
V průběhu času kostel chátral a hrozilo zhroucení zdí. Kněz a farníci rozhodli o přestavbě kostela, která začala v roce 1509 a byla dokončena v roce 1520. Nová stavba nebyla tak dlouhá, zato na druhou stranu širší než předchozí kostel. Skládala se z velké obdélníkové haly, rozdělené na dvě stejně veliké lodi třemi sloupy.
Během poloviny 16. století byly přistavěny postranní kaple. Fresky, pocházející z téhož období, a představující Krista a jeho apoštoly, byly odkryty v roce 1951 (dnes jsou téměř nečitelné). Okna nad kněžištěm (vytvořena v duchu 16. století) byla vsazena začátkem 20. století.

### Pozdější vývoj
V roce 1710 se kostel stal součástí semináře Saint-Charles a chlapecké školy v Poitiers. V období Velké francouzské revoluce se stal shromaždištěm pro uctívání symbolů republiky. Od roku 1802 až do současnosti opět plní svou farní funkci. V roce 1843 se radní rozhodli zbourat věž, aby rozšířili ulici. Proti tomu se zvedla obrovská vlna nevole.
Dnes je tato zvonice s vchodem neodmyslitelnou součásti rušné ulice města. Kostel sám o sobě je přesto útočištěm pro modlitbu a meditaci.

## Vybavení
V místě zvonice s vchodem se nachází náhrobní kámen Jean Macé, což byl konšel města Poitiers v 16. století.
V lodi se vyskytuje červený mramorový stůl pocházející z dnes již zaniklého benediktinského kláštera Saint Cyprien.
Malovaný, vyřezávaný deskový oltář z roku 1680 pochází z malého vesnického kostela Lhommaizé.
Na jižní straně lodi se nachází výjimečný oltář z 18. století. Nad ním se vyskytuje polychromovaná dřevěná socha Panny Marie s děťátkem, která pochází z nedalekého kostela Saint-Didier (již neexistující). Marie ukazuje svému Synovi zemi, kde odpočívají mrtví a Ježíš směřuje prstem na nebe jako nadějí pro věrné.
Pult v podobě orla pochází z 18. století.
Směrem k severní zdi lze vidět kazatelnu ze 17. století a dřevěného Krista na Kříži z 18. století.